# Вишњевац
Вишњевац (мађ. Meggyes) је насеље у Србији у граду Суботици у Севернобачком округу. Према попису из 2022. било је 457 становника.
У селу се налази основна школа „Сибињанин Јанко“, али због ограниченог капацитета настава се изводи до 4. разреда, а ученици своје образовање настављају у Чантавиру. Постоји и фудбалски клуб ФК Ударник Вишњевац, који се такмичи у Градској лиги Суботице.
Према првим резултатима пописа из 2011. у селу је било 527 становника.

## Демографија
У насељу Вишњевац тренутно живи око 450 пунолетних становника, а просечна старост становништва износи 42,9 година (41,5 код мушкараца и 44,4 код жена). У насељу има 201 домаћинство, 242 стана, а просечан број чланова по домаћинству је 2,62.
Становништво у овом насељу веома је нехомогено.
|             | \| Демографија[1] \| Демографија[1] \| Демографија[1] \| \| Година \| Становника \| Становника \| \| -------------- \| -------------- \| -------------- \| \| 1948. \| 1.074 \| \| \| 1953. \| 932 \| \| \| 1961. \| 694 \| \| \| 1971. \| 668 \| \| \| 1981. \| 703 \| \| \| 1991. \| 634 \| 622 \| \| 2002. \| 639 \| 645 \| \| 2011. \| 527 \| \| |            |
| Демографија | |            |
| Година      | Становника | Становника |
| 1948.       | 1.074 |            |
| 1953.       | 932 |            |
| 1961.       | 694 |            |
| 1971.       | 668 |            |
| 1981.       | 703 |            |
| 1991.       | 634 | 622        |
| 2002.       | 639 | 645        |
| 2011.       | 527 |            |

| Етнички састав према попису из 2002.‍ | Етнички састав према попису из 2002.‍ | Етнички састав према попису из 2002.‍ | Етнички састав према попису из 2002.‍ | Етнички састав према попису из 2002.‍ |
| ------------------------------------ | ------------------------------------ | ------------------------------------ | ------------------------------------ | ------------------------------------ |
|                                      |                                      |                                      |                                      |                                      |
| Срби                                 | Срби                                 |                                      | 302                                  | 47,26%                               |
| Мађари                               | Мађари                               |                                      | 224                                  | 35,05%                               |
| Буњевци                              | Буњевци                              |                                      | 41                                   | 6,41%                                |
| Црногорци                            | Црногорци                            |                                      | 23                                   | 3,59%                                |
| Југословени                          | Југословени                          |                                      | 21                                   | 3,28%                                |
| Роми                                 | Роми                                 |                                      | 8                                    | 1,25%                                |
| Хрвати                               | Хрвати                               |                                      | 7                                    | 1,09%                                |
| Македонци                            | Македонци                            |                                      | 6                                    | 0,93%                                |
| Русини                               | Русини                               |                                      | 1                                    | 0,15%                                |
| непознато                            | непознато                            |                                      | 0                                    | 0,0%                                 |

| Етнички састав према попису из 2011.‍ | Етнички састав према попису из 2011.‍ | Етнички састав према попису из 2011.‍ | Етнички састав према попису из 2011.‍ | Етнички састав према попису из 2011.‍ |
| ------------------------------------ | ------------------------------------ | ------------------------------------ | ------------------------------------ | ------------------------------------ |
|                                      |                                      |                                      |                                      |                                      |
| Срби                                 | Срби                                 |                                      | 253                                  | 46,6%                                |
| Мађари                               | Мађари                               |                                      | 188                                  | 34,6%                                |
| Буњевци                              | Буњевци                              |                                      | 37                                   | 6,8%                                 |
| остали                               | остали                               |                                      | 65                                   | 12%                                  |

| Година пописа     | 1948. | 1953. | 1961. | 1971. | 1981. | 1991. | 2002. |
| ----------------- | ----- | ----- | ----- | ----- | ----- | ----- | ----- |
| Број домаћинстава | 239   | 242   | 190   | 204   | 234   | 225   | 282   |

| Број чланова      | 1   | 2  | 3  | 4  | 5  | 6 | 7 | 8 | 9 | 10 и више | Просек |
| ----------------- | --- | -- | -- | -- | -- | - | - | - | - | --------- | ------ |
| Број домаћинстава | 105 | 83 | 29 | 50 | 11 | 3 | 0 | 1 | 0 | 0         | 2,27   |

| Пол    | Укупно | Неожењен/Неудата | Ожењен/Удата | Удовац/Удовица | Разведен/Разведена | Непознато |
| ------ | ------ | ---------------- | ------------ | -------------- | ------------------ | --------- |
| Мушки  | 275    | 90               | 157          | 12             | 16                 | 0         |
| Женски | 271    | 46               | 157          | 60             | 8                  | 0         |
| УКУПНО | 546    | 136              | 314          | 72             | 24                 | 0         |

| Пол    | Укупно                    | Пољопривреда, лов и шумарство | Рибарство                            | Вађење руде и камена | Прерађивачка индустрија       |
| ------ | ------------------------- | ----------------------------- | ------------------------------------ | -------------------- | ----------------------------- |
| Мушки  | 146                       | 57                            | 0                                    | 0                    | 35                            |
| Женски | 73                        | 28                            | 0                                    | 0                    | 21                            |
| УКУПНО | 219                       | 85                            | 0                                    | 0                    | 56                            |
| Пол    | Производња и снабдевање   | Грађевинарство                | Трговина                             | Хотели и ресторани   | Саобраћај, складиштење и везе |
| Мушки  | 0                         | 12                            | 10                                   | 5                    | 16                            |
| Женски | 0                         | 0                             | 6                                    | 1                    | 2                             |
| УКУПНО | 0                         | 12                            | 16                                   | 6                    | 18                            |
| Пол    | Финансијско посредовање   | Некретнине                    | Државна управа и одбрана             | Образовање           | Здравствени и социјални рад   |
| Мушки  | 2                         | 0                             | 5                                    | 0                    | 1                             |
| Женски | 0                         | 1                             | 1                                    | 3                    | 9                             |
| УКУПНО | 2                         | 1                             | 6                                    | 3                    | 10                            |
| Пол    | Остале услужне активности | Приватна домаћинства          | Екстериторијалне организације и тела | Непознато            | Непознато                     |
| Мушки  | 3                         | 0                             | 0                                    | 0                    | 0                             |
| Женски | 1                         | 0                             | 0                                    | 0                    | 0                             |
| УКУПНО | 4                         | 0                             | 0                                    | 0                    | 0                             |

## Историја назива
Први незванични назив села био је „Нови Срб“, како су га називали досељеници из Лике. Недуго затим, досељеници на Пустару село називају „Долина“. После неколико година од свог настанка село добија и свој први званични назив „Добровољачко село“. Међутим, и даље га називају разним именима као што су „Рит“ и „Мали Лондон“ (верује се да су добровољци на првом радио уређају који је донет у село, често слушали радио станицу „Лондон“). Пар година пред окупацију земље, село мења назив у „Генерал Радивојевићево“, по имену генерала који је био командант дивизије. За време окупације, мађарски досељеници село називају „Иштенвара“ - у преводу „Божија Тврђава“. Пред крај рата, селу се мења назив у „Фогадиштен“ - у преводу „Да Бод да“ или „Помози нам Бог“. После рата, како су се добровољачке породице враћале у своје напуштене домове, село узима свој стари назив „Генерал Радивојевићево“. На крају, село добија и свој тренутни назив, „Вишњевац“, јер је било познато по плантажама вишања, а и дан данас се тешко проналази кућа која нема бар једну вишњу у дворишту.